# Changing Times
Changing Times (с англ. — «Время перемен») — четвёртый студийный альбом голландского дуэта Laserdance, выпущенный в 1990 году.
Как и предыдущие, альбом написан в жанре spacesynth. Композиторами песен стали Михиль ван дер Кёй (Michiel van der Kuy), участник дуэта Laserdance, и Роб ван Эйк (Rob van Eijk).
Исполнителя альбома можно узнать по повторяющимся ударным.
Альбом продолжил несколько более слабый период в деятельности группы, который начался с предыдущего альбома Discovery Trip. Песни были всё больше и больше похожи друг на друга, всё меньше и меньше аранжировок и злоупотребление драм-машиной LinnDrum. Последнее подтвердил Роб ван Эйк, который сказал, что это было следствием чрезмерного увлечения возможностями этого устройства. Новинками на диске стали две композиции «Vast Emptiness» и «The Reunion», с пометкой «Посвящается D.M. Van Vliet (14-4-90) †».

## Обложка альбома
Над обложкой альбома работал голландский график и композитор Эдвин ван дер Лааг (Edwin van der Laag), который одновременно работал с Эриком ван Флитом (Erik van Vliet) над другим проектом под названием Syntech. Хотя обложки предыдущих альбомов Laserdance были тоже сделаны Эриком, его имя появилось только в четвёртом альбоме дуэта. Кроме того, ван дер Лааг признался в интервью, что Эрик ван Флит никогда не платил ему за использование своих работ, за исключением обложек к альбому Ambiente.

## Список композиций
- Диск LP: Hotsound Records — HS 9014
- Диск CD: ZYX Records — ZYX 20181-2, Hotsound Records — ZYX 20181-2

Слова и музыка всех песен — Эрик ван Флит & Михель ван дер Кёй.
| №                   | Название                         | Длительность |
| ------------------- | -------------------------------- | ------------ |
| 1.                  | «The Challenge (Remix)»          | 5:04         |
| 2.                  | «A Night Out in Tomorrowland»    | 5:23         |
| 3.                  | «Brainstorm»                     | 5:18         |
| 4.                  | «Fly Through the Galaxy»         | 5:22         |
| 5.                  | «The Great Wall»                 | 5:01         |
| 6.                  | «Escape from the Forbidden City» | 5:16         |
| 7.                  | «Vast Emptiness 1»               | 5:07         |
| 8.                  | «The Reunion 1»                  | 5:37         |
| Общая длительность: | Общая длительность:              | 42:08        |

1Посвящается D.M. van Vliet (14-4-90)†.
Имя на обложке Edwin van der Laag написано с ошибкой, как Edwin van de Laag, а фактическая длительность немного отличается от напечатанной.
- Диск CD: Hotsound Records - HS 9014-1, Snake's Music – SM 0004 CD

Слова и музыка всех песен — Эрик ван Флит & Михель ван дер Кёй.
| №                   | Название                          | Длительность |
| ------------------- | --------------------------------- | ------------ |
| 1.                  | «The Challenge (Remix)»           | 5:04         |
| 2.                  | «A Night Out in Tomorrowland»     | 5:23         |
| 3.                  | «Brainstorm»                      | 5:18         |
| 4.                  | «Fly Through the Galaxy»          | 5:22         |
| 5.                  | «The Great Wall»                  | 5:01         |
| 6.                  | «Escape from the Forbidden City»  | 5:16         |
| 7.                  | «Vast Emptiness»                  | 5:07         |
| 8.                  | «The Reunion»                     | 5:37         |
| 9.                  | «The Challenge (Vocoder Version)» | 6:30         |
| 10.                 | «The Challenge (Space Version)»   | 5:20         |
| Общая длительность: | Общая длительность:               | 53:58        |

## Инструменты
- Akai MPC60
- E-mu Emax — семплер
- Ensoniq ESQ-1  (англ.) — синтезатор
- Korg DVP-1 Digital Voice Processor
- Korg M1, Korg Polysix  (англ.)
- Korg Monotron Delay — аналоговый ленточный синтезатор
- LinnDrum LM2  (англ.) — ударные
- Mixing console (D&R 4000) — микшерный пульт
- Oberheim OB-Xa  (англ.) — синтезатор
- Roland JX-10  (англ.) — синтезатор
- Roland Juno-60  (англ.), Roland Juno-106  (англ.)
- Roland MSQ-100, Roland TR-808
- Yamaha FB-01, Yamaha REV 500

## Синглы
Синглом альбома стала композиция «The Challenge». В 1991 году вышел макси-сингл Megamix vol. 4, содержащий микс композиций из альбома Changing Times под названием Uptempo Mix и несколько композиций из следующего альбома Laserdance Ambiente, под названием Slow Mix.